# Elezioni parlamentari in Scozia del 2007
Le elezioni parlamentari del 2007 si tennero in Scozia giovedì 3 maggio 2007 per eleggere i deputati al Parlamento scozzese. Fu la terza elezione generale al Parlamento devoluto della Scozia sin dalla sua creazione del 1999. Nello stesso giorno si tennero le elezioni locali.
Il Partito Nazionale Scozzese risultò il maggiore partito con 47 seggi, seguito molto da vicino dal Partito Laburista Scozzese con 46 seggi. I Conservatori Scozzesi ottennero 17 seggi, e i Liberal Democratici Scozzesi 16 seggi, mentre il Partito Verde Scozzese ottenne 2 seggi; fu eletto anche un indipendente (Margo MacDonald). Il Partito Nazionale Scozzese costituì un governo di minoranza in seguito alle elezioni.
Il Partito Socialista Scozzese ed il Partito Scozzese degli Anziani, che avevano ottenuto seggi alle elezioni del 2003, non riuscirono ad entrare in Parlamento. Anche il partito dell'ex deputato Tommy Sheridan, Solidarietà, non ottenne alcun seggio parlamentare.

## Situazione
I principali temi trattati durante la campagna elettorale furono il sistema sanitario, l'istruzione, le tasse locali, il sistema pensionistico, l'Unione, il Trident (i sottomarini con base in Scozia), la guerra in Iraq e i maggiori poteri al Parlamento scozzese. Alcuni partiti proposero di innalzare la scolarità obbligatoria da 16 a 18 anni e innalzare l'età minima per l'acquisto del tabacco da 16 a 18 anni.
Jack McConnell, da Primo Ministro, fece la campagna elettorale difendendo la risicata maggioranza di cinque seggi che si reggeva su una coalizione del Partito Laburista e dei Liberal Democratici; il governo scozzese di coalizione era al potere, con tre diversi Primi Ministri, sin dalle prime elezioni parlamentari del 1999. I sondaggi suggerivano che la maggioranza sarebbe andata persa nel 2007 a causa del sostegno calante ai laburisti e dell'incremento del seguito di altri partiti, in particolare il Partito Nazionale Scozzese. I sondaggi suggerivano che nessun partito avrebbe ottenuto la maggioranza assoluta, né che vi sarebbero state coalizioni alternative per formare un nuovo esecutivo.
Un sondaggio TNS del novembre 2006 dava al laburisti un vantaggio dell'8% sul SNP, che era secondo in termini di deputati al Parlamento. All'avvicinarsi delle elezioni, in SNP guadagnò consensi, mentre il sostegno ai laburisti declinò. In base alle proiezioni precedenti alle elezioni, vi sarebbe potuta essere una possibilità di coalizione SNP-Lib Dem, che avrebbe potuto estendersi per includere il Partito Verde Scozzese. Gli altri partiti rappresentati in Parlamento prima delle elezioni erano i Conservatori Scozzesi, il Partito Socialista Scozzese, Solidarietà, e il Partito Scozzese dei Cittadini Anziani.
Gli altri partiti che parteciparono alle elezioni del 2007 comprendevano il Partito per l'Indipendenza del Regno Unito (UKIP), il Partito Nazionale Britannico (BNP), il Partito Unionista Scozzese, il Partito Laburista Socialista, l'Alleanza dei Popoli Cristiani e il Partito Cristiano Scozzese.

## Risultati

Seggi del Parlamento scozzese a seguito delle elezioni del 2007.

| Partito | Partito                                    | Sistema a membri addizionali | Sistema a membri addizionali | Sistema a membri addizionali | Sistema a membri addizionali | Sistema a membri addizionali | Sistema a membri addizionali | Sistema a membri addizionali | Sistema a membri addizionali | Sistema a membri addizionali | Sistema a membri addizionali | Seggi totali | Seggi totali | Seggi totali |
| Partito | Partito                                    | Collegi                      | Collegi                      | Collegi                      | Collegi                      | Collegi                      | Regioni                      | Regioni                      | Regioni                      | Regioni                      | Regioni                      | Seggi totali | Seggi totali | Seggi totali |
| Partito | Partito                                    | Voti                         | %                            | +/-                          | Seggi                        | +/-                          | Voti                         | %                            | +/-                          | Seggi                        | +/-                          | Totale       | +/-          | %            |
| ------- | ------------------------------------------ | ---------------------------- | ---------------------------- | ---------------------------- | ---------------------------- | ---------------------------- | ---------------------------- | ---------------------------- | ---------------------------- | ---------------------------- | ---------------------------- | ------------ | ------------ | ------------ |
|         | Partito Nazionale Scozzese                 | 664.227                      | 32,9                         | 9,1                          | 21                           | 12                           | 633.401                      | 31,0                         | 10,2                         | 26                           | 8                            | 47           | 20           | 37,0         |
|         | Partito Laburista Scozzese                 | 648.374                      | 32,2                         | 2,5                          | 37                           | 9                            | 595.415                      | 29,2                         | 0,1                          | 9                            | 5                            | 46           | 4            | 36,2         |
|         | Conservatori Scozzesi                      | 334.743                      | 16,6                         | 0                            | 4                            | 1                            | 284.005                      | 13,9                         | 1,6                          | 13                           | 2                            | 17           | 1            | 13,4         |
|         | Liberal Democratici Scozzesi               | 326.232                      | 16,2                         | 0,9                          | 11                           | 2                            | 230.671                      | 11,3                         | 0,5                          | 5                            | 1                            | 16           | 1            | 12,6         |
|         | Partito Verde Scozzese                     | 2.971                        | 0,2                          | 0,2                          | 0                            | —                            | 82.584                       | 4,0                          | 2,8                          | 2                            | 5                            | 2            | 5            | 1,6          |
|         | Indipendenti                               | 25.047                       | 1,2                          | 1,2                          | 0                            | 2                            | 21.320                       | 1,0                          | 0,7                          | 1                            | 0                            | 1            | 2            | 0,8          |
|         | Anziani                                    | 1.702                        | 0,1                          | 0                            | 0                            | 0                            | 38.743                       | 1,9                          | 0,4                          | 0                            | 1                            | 0            | 1            | 0            |
|         | Solidarietà                                | —                            | —                            | —                            | —                            | —                            | 31.066                       | 1,5                          | 1.5                          | 0                            | 0                            | 0            | 0            | 0            |
|         | Cristiani Scozzesi                         | 4.586                        | 0,2                          | 0,2                          | 0                            | 0                            | 26.575                       | 1,3                          | 1.3                          | 0                            | 0                            | 0            | 0            | 0            |
|         | Partito Nazionale Britannico               | —                            | —                            | —                            | —                            | —                            | 24.616                       | 1,2                          | 1,1                          | 0                            | 0                            | 0            | 0            | 0            |
|         | Popolari Cristiani                         | —                            | —                            | —                            | —                            | —                            | 14.745                       | 0,7                          | 0,7                          | 0                            | 0                            | 0            | 0            | 0            |
|         | Partito Laburista Socialista               | —                            | —                            | —                            | —                            | —                            | 14.244                       | 0,7                          | 0,4                          | 0                            | 0                            | 0            | 0            | 0            |
|         | Partito Socialista Scozzese                | 525                          | 0,0                          | 6,2                          | 0                            | 0                            | 12.731                       | 0,6                          | 6,1                          | 0                            | 6                            | 0            | 6            | 0            |
|         | Partito per l'Indipendenza del Regno Unito | —                            | —                            | —                            | —                            | —                            | 8.197                        | 0,4                          | 0,2                          | 0                            | 0                            | 0            | 0            | 0            |
|         | Pubblicani                                 | —                            | —                            | —                            | —                            | —                            | 5.905                        | 0,3                          | 0,3                          | 0                            | 0                            | 0            | 0            | 0            |
|         | Unionisti Scozzesi                         | —                            | —                            | —                            | —                            | —                            | 4.401                        | 0,2                          | 0,1                          | 0                            | 0                            | 0            | 0            | 0            |
|         | Voce scozzese                              | 2.287                        | 0,1                          | 0,1                          | 0                            | 0                            | 25.955                       | 0,3                          | 0,3                          | 0                            | 0                            | 0            | 0            | 0            |
|         | Azione per Ospedale St John                | 2.814                        | 0,1                          | 0,1                          | 0                            | 0                            | —                            | —                            | —                            | —                            | —                            | 0            | 0            | 0            |
|         | Salviamo il Sistema Sanitario              | —                            | —                            | —                            | —                            | —                            | 2.682                        | 0,1                          | 0,1                          | 0                            | 0                            | 0            | 0            | 0            |
|         | Altri                                      | 2.930                        | 0,1                          | —                            | 0                            | 0                            | 4.853                        | 0,2                          | —                            | 0                            | 0                            | 0            | 0            | 0            |
|         | Totale                                     | 2.016.978                    | 100,0                        |                              | 73                           |                              | 2.042.109                    | 100,0                        |                              | 56                           |                              | 129          |              | 100,0        |

|                     |                     |  |        |        |
| ------------------- | ------------------- |  | ------ | ------ |
| SNP                 | SNP                 |  | 31,02% | 31,02% |
| Laburisti           | Laburisti           |  | 29,16% | 29,16% |
| Conservatori        | Conservatori        |  | 13,91% | 13,91% |
| Liberal Democratici | Liberal Democratici |  | 11,30% | 11,30% |
| Verdi               | Verdi               |  | 4,04%  | 4,04%  |
| Altri               | Altri               |  | 10,57% | 10,57% |

|                     |                     |  |        |        |
| ------------------- | ------------------- |  | ------ | ------ |
| SNP                 | SNP                 |  | 36,43% | 36,43% |
| Laburisti           | Laburisti           |  | 35,66% | 35,66% |
| Conservatori        | Conservatori        |  | 13,18% | 13,18% |
| Liberal Democratici | Liberal Democratici |  | 12,40% | 12,40% |
| Verdi               | Verdi               |  | 1,55%  | 1,55%  |
| Altri               | Altri               |  | 0,78%  | 0,78%  |